# Condado de New Haven
El condado de New Haven está localizado en la zona central del estado de Connecticut. Según el censo realizado en el año 2000 la población de este estado era de 824 008. Dos de las ciudades más grandes del estado se encuentran en este condado, New Haven y Waterbury. Además en este condado tiene su sede la prestigiosa Universidad de Yale.
En Connecticut no existe gobierno legislativo ni ejecutivo al nivel de condado; sin embargo sí que existen juzgados de lo civil y lo penal a este nivel. Cada ciudad o pueblo es responsable de los servicios locales, como la educación, el servicio de bomberos, el departamento de policía... o incluso son responsables de quitar la nieve en invierno. En Connecticut, los pueblos y las ciudades deben ponerse de acuerdo para ofrecer servicios y para crear un servicio de educación regional.

## Geografía
De acuerdo con la Oficina del Censo de los Estados Unidos, este condado tiene un área total de 862 millas cuadradas, lo que es un total de 2232 km², de los cuales, 606 mi² (1559 km²) son de tierra y 256 mi² (673 km²) que corresponde al (29,74%) de la superficie total, son de mar.

### Condados circundantes
- Condado de Hartford, Connecticut (al norte)(formado en 1666 - Un Condado original)
- Condado de Middlesex , Connecticut (al este)
(formado en 1785 a partir de partes de Hartford, New Haven y New London)
- Condado de Litchfield, Connecticut (al noroeste)
(formado en 1751 a partir de partes de Fairfield y Hartford)
- Condado de Fairfield, Connecticut (al oeste)
(formado en 1666 - Un Condado original)

New haven está bañado al sur por el Long Island Sound

## Demografía
Según el censo de 2000, habían 824 008 personas, 319 040 hogares y 210 566 familias residiendo en la localidad. La densidad de población era de 525 hab./km². Había 340 732 viviendas con una densidad media de 217 viviendas/km². El 79.40% de los habitantes eran blancos, el 11.32% afroamericanos, el 0.25% amerindios, el 2.33% asiáticos, el 0.04% isleños del Pacífico, el 4.51% de otras razas y el 2.16% pertenecía a dos o más razas. El 10.09% de la población eran hispanos o latinos de cualquier raza.
Los ingresos medios por hogar en la localidad eran de $48 834 y los ingresos medios por familia eran $60 549. Los hombres tenían unos ingresos medios de $43 643 frente a los $32 001 para las mujeres. La renta per cápita para el condado era de $24 439. Alrededor del 9.50% de la población estaban por debajo del umbral de pobreza.

## Localidades

### Ciudades
Ansonia | 
Derby | 
Meriden | 
Milford | 
New Haven | 
Waterbury | 
West Haven 

### Pueblos
Beacon Falls | 
Bethany | 
Branford | 
Cheshire | 
East Haven | 
Guilford | 
Hamden | 
Madison | 
Middlebury | 
Naugatuck | *
North Branford | 
North Haven | 
Orange | 
Oxford | 
Prospect | 
Seymour | 
Southbury | 
Wallingford | 
Wolcott | 
Woodbridge 

### Boroughs
Naugatuck | *
Woodmont

### Lugares designados por el censo
Branford Center | 
East Haven |
Guilford Center |
Heritage Village |
Madison Center |
North Haven |
Orange

### Áreas no incorporadas
Devon | 
Fair Haven | 
Northford | 
Quaker Farms | 
Short Beach | 
South Britain | 
Stony Creek | 
Waterville | 
Westville | 
Yalesville 